# Lovčický potok a Jordánek
Lovčický potok a Jordánek este o arie protejată (arie specială de conservare — SAC, sit de importanță comunitară — SCI) din Republica Cehă întinsă pe o suprafață de 36,19 ha, integral pe uscat.

## Localizare
Centrul sitului Lovčický potok a Jordánek este situat la coordonatele 49°04′58″N 17°04′31″E / 49.082778°N 17.075278°E.

## Înființare
Situl Lovčický potok a Jordánek a fost declarat sit de importanță comunitară în aprilie 2005 pentru a proteja 1 specie de animale. Situl a fost protejat și ca arie specială de conservare în iunie 2016.

## Biodiversitate
Situată în ecoregiunea continentală, aria protejată nu include niciun habitat protejat.
La baza desemnării sitului se află o specie protejată de  nevertebrate: Euplagia quadripunctaria.